# SOS Méditerranée
SOS Méditerranée est une association civile et européenne de recherche et sauvetage en haute mer, créée le 9 mai 2015, par des citoyens voulant agir pour mettre fin aux naufrages en Méditerranée centrale. Le réseau européen est constitué de quatre associations localisées en France, en Allemagne, en Italie et, depuis août 2017, en Suisse. 
L'association poursuit trois missions principales : sauver des vies, protéger les rescapés et témoigner de la situation en mer. Ses fondements s'appuient sur les droits fondamentaux de la personne, le droit maritime et le principe d'assistance à personne en danger au-delà des politiques réglementaires internationales et nationales.  
L'association s'allie à Médecins sans Frontières pour organiser des opérations de sauvetage en affrétant les navires Aquarius (jusqu'en décembre 2018) puis Ocean Viking (à partir de 2019). Le partenariat s’achèvera le 17 avril 2020, en raison de divergences stratégiques. Depuis août 2021, un nouveau partenariat est développé avec la Fédération internationale des Sociétés de la Croix-Rouge et du Croissant-Rouge (FICR). L’équipe de la FICR fournit un soutien post-sauvetage aux personnes qui ont été ramenées en sécurité à bord du navire, notamment des soins médicaux, une aide matérielle ainsi qu'un soutien psychologique. 
L'ONG a secouru plus de 41 680 personnes entre 2016 et 2024, grâce aux équipes de l’Aquarius et de l’Ocean Viking.

## Histoire de l'association
Les fondateurs de l'association sont Klaus Vogel, capitaine de marine marchande allemand,, et Sophie Beau, une française responsable de programmes sociaux et humanitaires,,,,,.
SOS Méditerranée est créée en réaction à l'arrêt de l'opération Mare Nostrum, opération militaro-humanitaire lancée à la suite du naufrage du 3 octobre 2013 à Lampedusa et qui consiste du 15 octobre 2013 au 31 octobre 2014 à secourir en mer les bateaux de réfugiés en perdition. À partir de novembre 2014, il n'y a donc plus d'opérations de sauvetage. L'opération Triton qui est mise en place est une opération de police aux frontières qui laisse les bateaux en détresse sans solution en mer Méditerranée. Considérant que la société civile se doit d'agir là où les États sont défaillants, des citoyens européens créent alors l'association SOS Méditerranée afin de secourir les personnes en détresse en mer.
En septembre-octobre 2015, SOS Méditerranée finance sa création et l'affrètement d'un navire par une première opération de financement participatif via la plate-forme participative Ulule,,,. Des donateurs dans 42 pays ont réuni 300 000 $. L'opération permet de mettre en service le navire Aquarius.

## En France
SOS Méditerranée France est présidée jusqu’en 2019 par Francis Vallat, qui devient ensuite président d'honneur.  François Thomas, capitaine de marine marchande, lui succède à ce jour. Fin 2020, l'association emploie 30 permanents en France, et utilise environ 6 millions d’euros sur l'exercice 2020 pour ses dépenses opérationnelles. En 2020, l’association française compterait sur 650 bénévoles actifs dans 18 antennes en France, à travers des actions de sensibilisation et de collecte.  

### Financement
L'association est financée à 90 % par des dons privés (en 2020, 55 % de dons de particuliers et d'entreprises ainsi que 35 % sont des contributions financières apportées par des associations et fondations) et à 10 % par des subventions ou concours publics. 
L'association a reçu des subventions de nombreuses collectivités locales : les départements du Finistère, des Pyrénées-Orientales, d'Ille-et-Vilaine, les municipalités de Saint-Nazaire et de Paris, etc. Le 21 janvier 2021, 28 collectivités publient une tribune sur France Info en vue d'apporter un soutien moral et financier à SOS Méditerranée. Début 2022, ce sont 79 collectivités territoriales qui ont soutenu SOS Méditerranée depuis le lancement de la plateforme des collectivités solidaires avec SOS Méditerranée.    
En 2017, le parquet de Catane lance « une enquête préliminaire – sans mise en examen ni chef d’accusation – sur l’origine des financements qui permettent aux ONG de mener à bien leurs opérations de secours en mer » en réponse à un article du Financial Times qui faisait allusion à un rapport de Frontex. Le procureur de Catane Camerlo Zuccaro s'est ouvertement exprimé en se positionnant pour la culpabilité des ONG,.  
Cette affaire a été récupérée par la classe politique italienne, ce qui a alimenté les polémiques internationales. De nombreuses prises de paroles ont été faites par Luigi Di Maio. L'enquête n'a pas pu affirmer un quelconque financement obscur.
En novembre 2022, la Ville de Paris vote une subvention de 100 000 euros à SOS Méditerranée, une décision qui outre l'extrême droite italienne,. En mars 2023, la Cour administrative d’appel de Paris annule une subvention de 100 000 euros octroyée en 2019 par la Ville de Paris à l’ONG, jugeant que la mairie avait interféré avec la politique étrangère de la France, et s'était « approprié les critiques de l'association à l'encontre des politiques migratoires mises en œuvre par l'Union européenne »,,. Le Conseil d'État constate que SOS Méditerranée agit « en conformité avec les principes du droit maritime international, qui prévoient l’obligation de secourir les personnes se trouvant en détresse en mer, et de les débarquer dans un lieu sûr dans un délai raisonnable, quelle que soit leur nationalité ou leur statut », et confirme finalement que les collectivités locales sont fondées à soutenir des actions humanitaires à condition qu'elle ne prenne pas parti « dans un conflit de nature politique ». Il valide les subventions de la Ville de Paris et du département de l’Hérault, mais annule celle accordée par la Ville de Montpellier, insuffisamment ciblée sur des activités réellement humanitaires,,. En 2021, la ville de Marseille verse une subvention de 30 000 euros à l’association qui est annulée en 2024 par le tribunal administratif jugeant que « le financement "exclusivement" destiné à l'action internationale à caractère humanitaire de sauvetage en mer n'est pas assuré. » La ville en septembre 2024 vote une nouvelle subvention de 130 000 euros, avec « pour seul objet de permettre à l’association de financer son action humanitaire de sauvetage en mer »,.

### Mobilisation citoyenne et sensibilisation scolaire
L'association intervient dans les classes, étant agréée pour cela au titre des associations éducatives complémentaires de l'enseignement public. Depuis décembre 2015, les bénévoles de SOS Méditerranée France sensibilisant les élèves, au cours de séances d’une heure, sur la tragédie des naufrages, le devoir de porter assistance en mer, la nécessaire mobilisation des citoyens, le déroulement et l’efficacité des opérations de sauvetage[réf. nécessaire]. D'après l'association, 50 000 élèves ont ainsi été sensibilisés entre 2015 et septembre 2021.  

### Événementiel
Les antennes bénévoles de SOS Méditerranée France organisent régulièrement des évènements de soutien. En 2020 et 2021, l’organisation d’événements de soutien à l’association a été grandement perturbée par la pandémie de Covid-19. Elle a repris mi-2021, avec notamment des expositions itinérantes comme celle présentée à Gruissan en décembre 2021. Les artistes continuent également à se mobiliser pour soutenir la cause du sauvetage en mer comme Gaël Faye, lors de concerts de la Fiesta des Suds à Arles.

### Incidents à Marseille en 2018
Le 5 octobre 2018, 22 militants de Génération identitaire sont placés en garde à vue pour « violences volontaires et séquestration en réunion » après qu'ils ont mis à la porte de leurs locaux marseillais les salariés de l'association SOS Méditerranée,,,. Selon un porte parole de la Direction départementale de la sécurité publique aucune personne n'a été blessée et les individus ont été interpellés sans incident très rapidement après le début de leur action. Le président de l'ONG parle au contraire d'une « intrusion très violente, en mode commando, avec des coups, 22 personnes qui agressent nos salariés qui en restent traumatisés ». SOS Méditerranée entreprend des poursuites contre ses agresseurs et les personnes qui ont fait l’apologie de cette attaque ou repris les messages qu'elle considère diffamatoires, l'accusant d’être complice des réseaux de passeurs ou de trafic d’êtres humains. L'association porte plainte pour diffamation publique contre Stéphane Ravier et Nadine Morano, pour avoir déclaré en réaction à l'attaque à Marseille que SOS Méditerranée était « complice des trafiquants d’être humains ». Stéphane Ravier est condamné. Le 17 octobre 2018, cinquante-six personnalités de droite et d’extrême droite (principalement de LR, RN, Ligue du Sud, PCD) publient une tribune dans Valeurs actuelles pour réclamer l'abandon des charges de « violence en réunion » ayant entraîné des incapacités temporaires de travail et « séquestration » qui pèsent contre Génération identitaire, qu'ils qualifient d'imaginaires et de décision politique venue du ministère de l'Intérieur, et la mise sous séquestre de l'Aquarius,. Les agresseurs sont mis en examen par le juge d’instruction marseillais Karim Badène pour « violences volontaires en réunion », « participation à un groupe formé en vue de la préparation de violences, de destructions ou de dégradations de biens » et « séquestration », et interrogés en janvier 2019. Le 29 avril 2019, Anaïs Lignier (un pseudo), porte parole de Génération Identitaire, qui a enregistré et diffusé en ligne les images de l'action est mise en examen et placée sous contrôle judiciaire, est accusée de complicité de violences. Elle est poursuivie pour « diffusion d’images relatives à la commission d’une atteinte volontaire à l’intégrité de la personne ». En octobre 2022, 23 membres de Génération identitaire sont jugés pour les "violences" lors de leur intrusion au siège de SOS Méditerranée. Les militants sont finalement condamnés à des peines allant de cinq mois de prison avec sursis jusqu’à un an ferme pour Romain Espino, peine aménagée en détention à domicile sous surveillance électronique. 

### Tensions en Corse en 2024
En septembre 2024, sous la pression des milieux identitaires, le parc Galea à Taglio-Isolaccio annule à regret et au dernier moment une conférence de Sophie Beau. Le lendemain, quelques militants d'extrême droite tentent en vain d’empêcher la diffusion, dans le cadre du festival Arte Mare à Bastia, de Mothership, un documentaire sur l'association et l'Ocean-Viking. La projection a finalement lieu sans incident, sous protection policière, et malgré les invectives de ces militants,,. Le parti Reconquête d'Éric Zemmour lance une pétition contre l'installation en Corse d'une antenne bénévole de l'association, avec le slogan « la Corse ne sera pas le Lampedusa de demain » ; la présidente de l'association explique pourtant qu'une « antenne » est un réseau de bénévoles qui organisent des évènements de soutien, en aucun cas un centre d'accueil, et que SOS Méditerranée ne peut qu'obéir aux instructions des autorités maritimes et ne choisit donc jamais les ports de débarquement des personnes secourues.

## La Vague orange

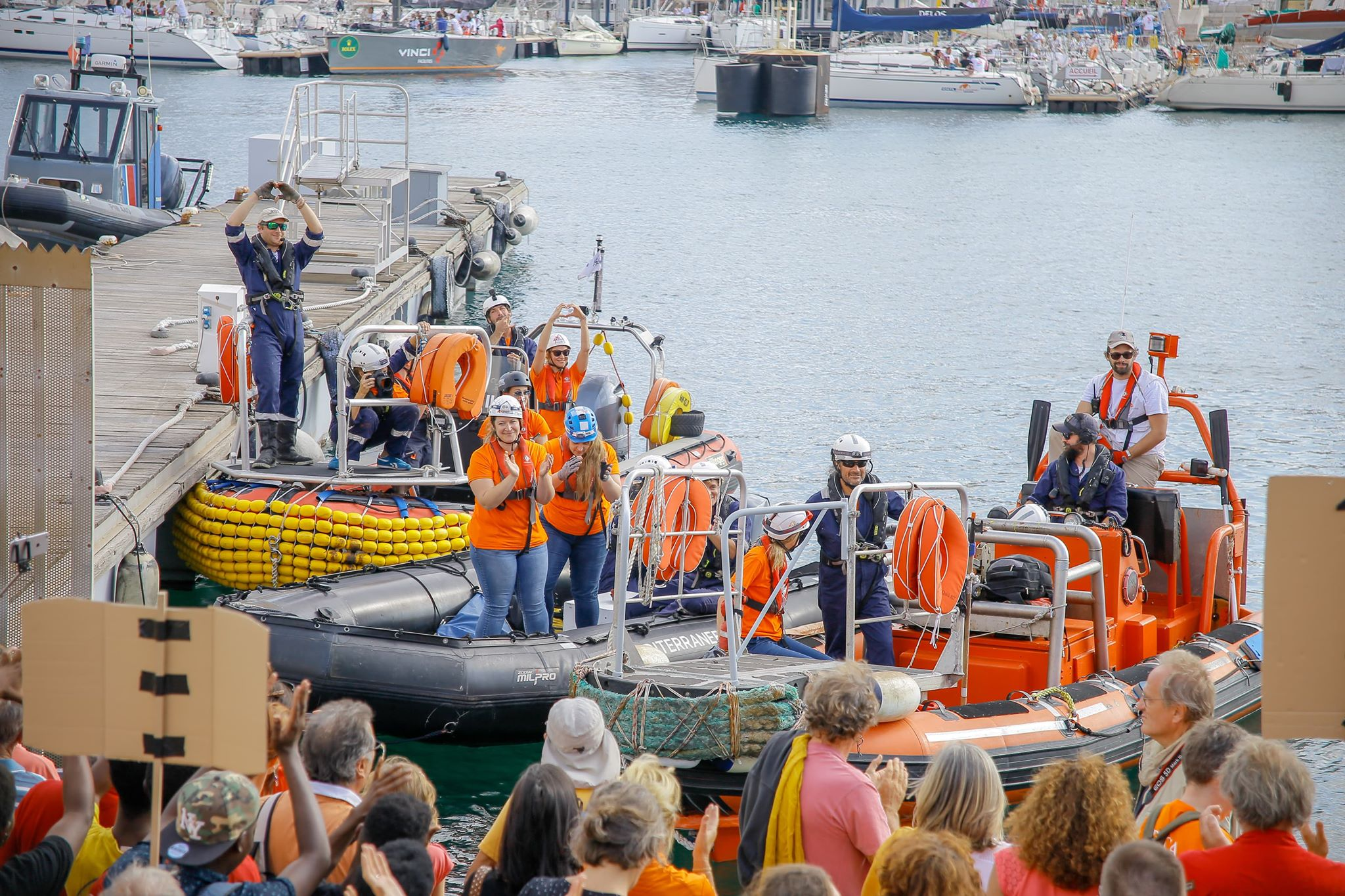
Une partie de l'équipage de lAquarius à Marseille, le 6 octobre 2018.

Le 28 septembre 2018, SOS Méditerranée lance une pétition « Sauvons l’Aquarius et le sauvetage en  mer »,. Elle  appelle à des rassemblements citoyens le 6 octobre 2018 dans plusieurs villes d’Europe afin de promouvoir sa cause. Elle demande à tous les États d'Europe, de prendre toutes les mesures nécessaires pour permettre à l’Aquarius de mener sa mission de sauvetage ; elle leur demande d’assumer leurs responsabilités en établissant un véritable modèle de sauvetage en Méditerranée et de faire respecter le devoir d'assistance aux personnes en détresse en mer. Cette pétition recueille plus de 200 000 signatures.
Le 6 octobre 2018, des milliers de personnes défilent dans une trentaine de villes françaises mais également dans de nombreuses villes en Europe pour appeler les États européens à cesser toute entrave au sauvetage en mer et permettre à l’Aquarius de repartir sauver des vies en mer dans les plus brefs délais,.

## Sauvetage en mer
L’association développe son expertise de sauvetage de masse en haute mer dans la stricte observance de la réglementation maritime internationale.  

### L'Aquarius(2016-2018)

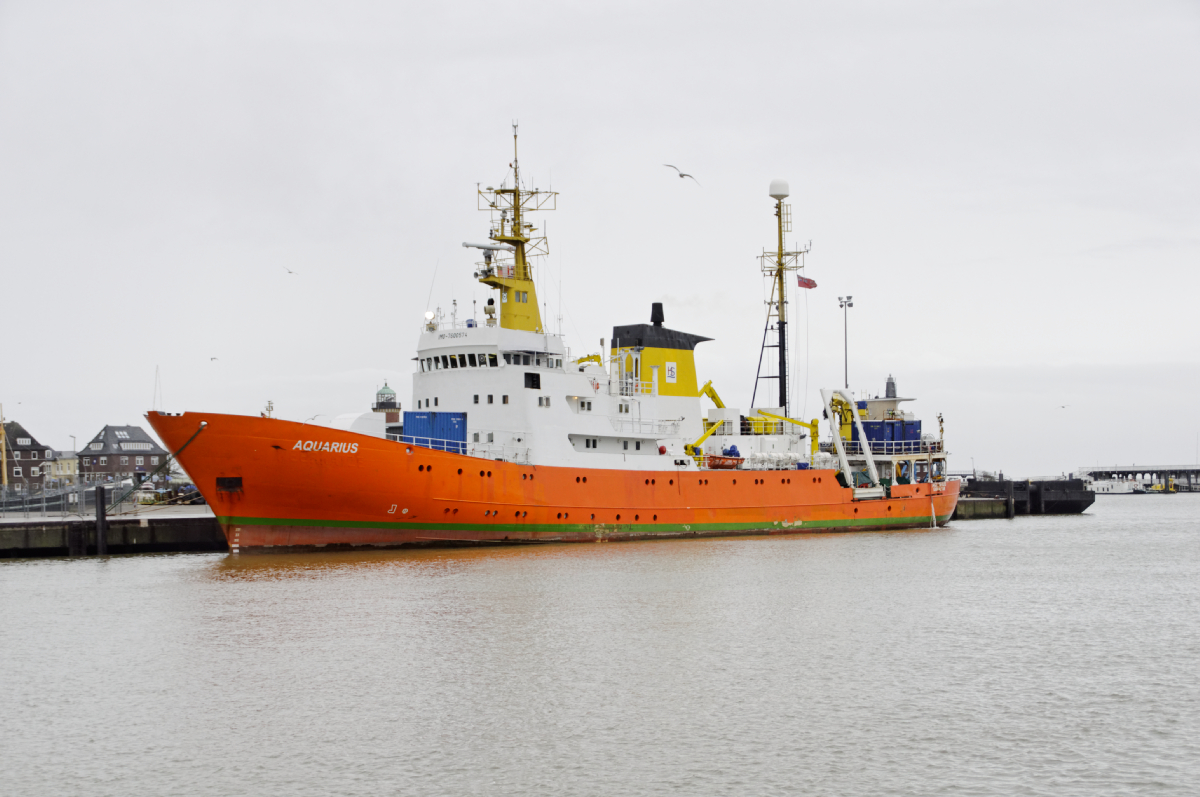
LAquarius en 2012, dans le port de Cuxhaven.

L'association a affrété un navire de 77 m, l’Aquarius, surnommé le « bateau citoyen », qui a sillonné les eaux internationales au large des côtes libyennes entre janvier 2016 et décembre 2018. Il appartient et est géré par la compagnie maritime allemande Jasmund Shipping,. Le contrat d'affrètement a débuté en janvier 2016, pour un lancement de mission fin février 2016, en partenariat avec Médecins du monde jusqu'en avril 2016, puis avec Médecins sans frontières (section Amsterdam) de mai 2016 à avril 2020. 
Le 13 août 2018, Gibraltar annonce vouloir retirer son pavillon au navire au plus tard le 20 août. L'armateur re-pavillonne son navire auprès de l'autorité maritime du Panama. Un mois plus tard, le 22 septembre 2018, le Panama lui retire son pavillon à la suite de pressions italiennes,. Le 20 novembre 2018, le parquet de Catane demandera la saisie préventive de l’Aquarius. 
Une nouvelle étape est franchie dans la criminalisation de l’aide humanitaire en mer, selon l'association. Le navire est toujours immobilisé à Marseille. Le 6 décembre 2018, MSF et SOS Méditerranée annoncent mettre un terme aux activités de l'Aquarius. En 34 mois, les équipes de recherche et de sauvetage de SOS Méditerranée, en collaboration avec Médecins Sans Frontières, partenaire médical à bord, ont ainsi pu secourir, recueillir et soigner 29 523 hommes, femmes et enfants en mer Méditerranée,.

### L'Ocean Viking(2019-)

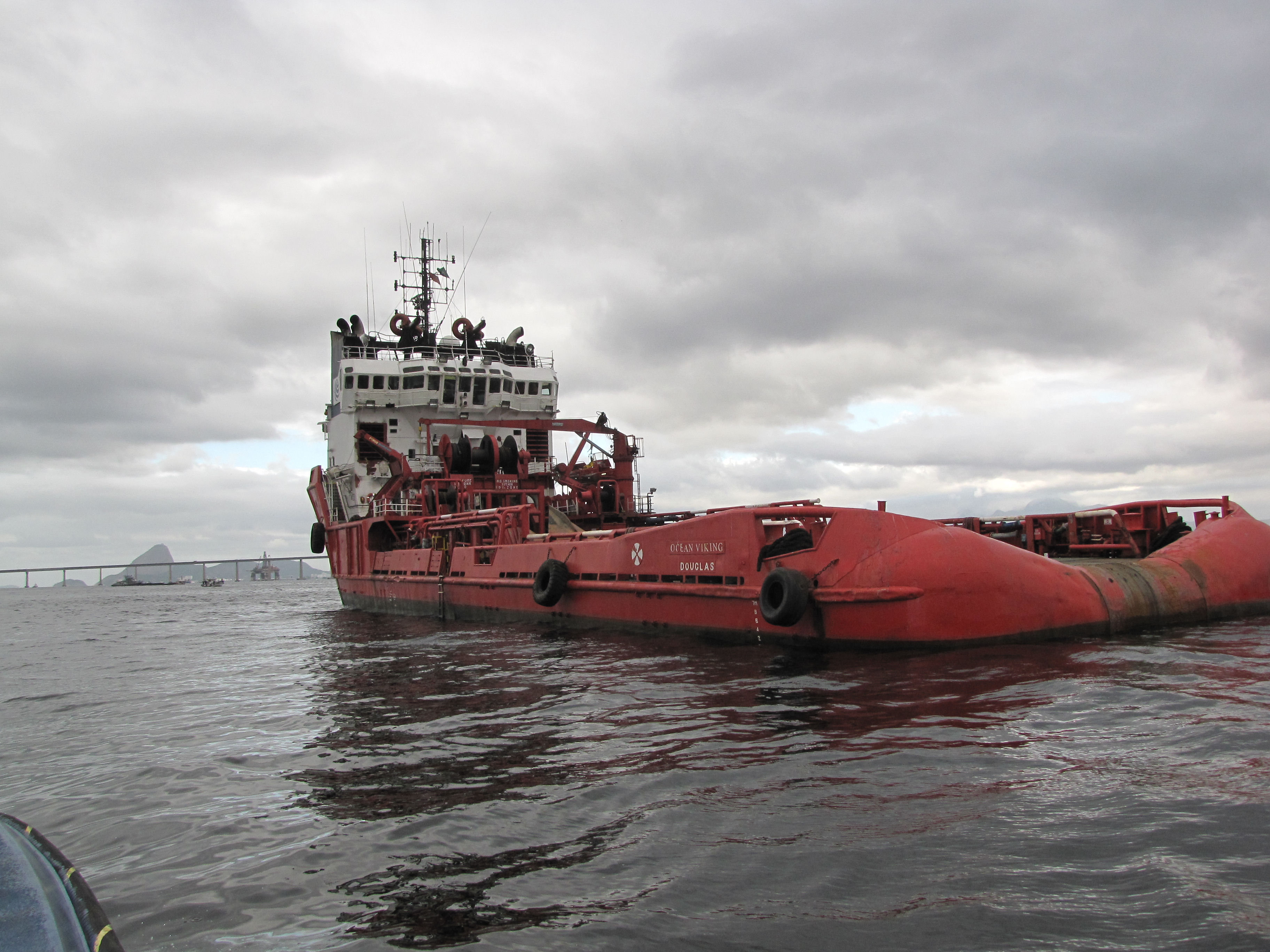
LOcean Viking

SOS Méditerranée annonce le 21 juillet 2019 une nouvelle campagne de sauvetage au large des côtes libyennes, à l'aide d'un cargo, l'Ocean Viking. La démarche est soutenue par les autorités norvégiennes, qui ont donné un pavillon au navire. L’opération coûte 14 000 € par jour. Le navire de 69 m de long sur 15 m de large a été construit en 1986 pour servir de navire d’assistance aux plateformes pétrolières en Mer du nord. Il est manœuvré par une trentaine de personnes (neuf membres d'équipage, une équipe de recherches et secours et du personnel médical) et peut embarquer jusqu'à 200 rescapés. Il est plus rapide et mieux équipé que l’Aquarius. Des micros et caméras embarqués permettront d'enregistrer tout ce qui se passe à bord et autour du bateau, pour pouvoir prouver que le travail a été effectué dans un cadre légal,.    
Il effectue ses quatre premières missions de sauvetage les 9, 10 et 11 août 2019, pendant sa première sortie.
En août 2019, le navire a respecté l’interdiction de débarquer des migrants dans les ports italiens, ainsi que l'interdiction de ravitaillement à Malte.
L'association se félicite initialement de la décision italienne, due au nouveau gouvernement de Giuseppe Conte, de rouvrir les ports italiens,. Le 23 septembre, un début d'accord est trouvé entre la France, l’Allemagne, l’Italie et Malte, qui doit permettre d’éviter les blocages en mer de bateaux humanitaires,. Après trois mois d’arrêt dû à la pandémie de Covid-19, il retourne en Méditerranée, mais sans Médecins sans frontières qui a pris ses distances en avril 2020, en désaccord avec cet arrêt.
Mais le navire est ensuite bloqué plusieurs fois en Italie pour des raisons administratives et politiques. Après cinq mois d'immobilisation et qu'un certain nombre d'équipements supplémentaires aient été ajoutés, le navire reprend ses opérations en janvier 2021, en embarquant, entre autres, des journalistes de Mediapart,; RFI en mars,; France 24 en avril; Philosophie magazine et Reporterre en août, Quotidien en septembre.
Au cours de sa dernière opération de sauvetage de l'année, le 16 décembre 2021, l’Ocean Viking débarquera par la suite 114 personnes rescapées en Sicile, dans le port de Trapani, le 25 décembre, après plus d'une semaine d'attente en mer. L'association continue d'appeler les États européens à mettre en place rapidement un système de débarquement.

## Distinctions et récompenses
- 2016 : Prix du Citoyen européen[118],[119],[120]
- 2017 : Prix franco-allemand du journalisme[121],[122]
- 2017 : Félix Houphouët-Boigny pour la recherche de la paix de l'UNESCO avec Giusi Nicolini[123]
- 2017 : Label Grande-Cause Nationale 2017 par le gouvernement français[124],[125]
- 2018 : L'association fait partie des nommés pour le prix Sakharov pour la liberté de l'esprit[126], ainsi que 10 autres ONG de recherche & sauvetage en mer.
- 2020 : Les cofondateurs de l’association Klaus Vogel et Sophie Beau font partie des humanitaires Aurora 2020[127]

## Dans les arts
En 2018, deux compositrices suisses, Heike Fiedler et Marie Schwab, créent un opéra inspiré par l'Aquarius, en se servant d'extraits du journal suisse Le Courrier. Les bénéfices de la représentation du 18 août 2018 sont reversés à l'association SOS Méditerranée, qui affrète le navire.
François-Xavier Roth dirige en 2019 la première d'un opéra composé par Philippe Manoury,« oratorio moderne autour des voyages et de la migration [qui inclura] des textes, des témoignages, voire une participation directe de personnes qui ont séjourné sur l’Aquarius ».
En 2018, Mercy est le titre de la chanson choisie pour représenter la France au concours de l'Eurovision, laquelle termine à la 13e place du concours. Ce titre, écrit et interprété par le duo Madame Monsieur, fait référence à la naissance d'un bébé, une petite fille prénommée Mercy, à bord de l'Aquarius, lors d'une opération de sauvetage. En mai 2018, on estimait à 36 le nombre de bébés nés à bord de bateaux de sauvetage de migrants en Méditerranée.
Dans son roman de 2019, Les Furtifs, Alain Damasio fait référence à l'Aquarius, que des personnages veulent aider « à sauver des gens qui se noient à cause de notre indifférence obscène ».
L'association est dédicataire par l'artiste Saype d'un ensemble de fresques éphémères, Beyond walls, représentant des mains entrelacées sur le champ de Mars à Paris en juin 2019.
Fin décembre 2021, Éric Fottorino compose un conte moral et philosophique en réponse aux hécatombes maritimes : La Pêche du jour, qui sera par la suite dirigé par Jean-Michel Ribes. La pièce sera interprétée de janvier à mars 2022 au théâtre du Rond-Point à Paris par Jacques Weber et Lola Blanchard, au bénéfice de SOS Méditerranée.

### Documentaires
- « Méditerranée : les volontaires de SOS Méditerranée - ARTE Reportage - Regarder le documentaire complet », sur ARTE (consulté le 17 juillet 2022)
- [vidéo] « En immersion à bord de l'Aquarius - Ludovic Duguépéroux - TEDxParis », sur YouTube
- Morgane Dujmovic, « En pleine mer : Un an sur l’« Ocean Viking » », sur theconversation.com, juillet 2025